# فابيو ليوبولدو
فابيو ليوبولدو هو فنان قتال مختلط برازيلي، ولد في 17 أبريل 1977 في ساو باولو في البرازيل.

## وصلات خارجية
- الموقع الرسمي
- فابيو ليوبولدو على موقع شيردوغ (الإنجليزية)